# Championnat du Panama de football 1989
Navigation
Saison précédente Saison suivante
Le Championnat ANAPROF 1989 est la deuxième édition de la première division panaméenne.
Lors de ce tournoi, le CD Plaza Amador a tenté de conserver son titre de champion du Panama face aux sept meilleurs clubs panaméens.
Seulement deux places étaient qualificatives pour la Coupe des champions de la CONCACAF.

## Les 8 clubs participants
| \| Panama City : Alianza FC Euro Kickers CD Plaza Amador Tauro FC CD Pan de Azúcar Panama City Deportivo La Previsora \| Localisation des clubs engagés dans le championnat. |
| Panama City : Alianza FC Euro Kickers CD Plaza Amador Tauro FC CD Pan de Azúcar Panama City Deportivo La Previsora                                                           |

| Club                   | Stade                              | Capacité          | Ville          |
| Alianza FC             | Stade inconnu                      | Capacité inconnue | Panama City    |
| Euro Kickers           | Stade Revolución Stade Javier Cruz | 32 000 2 500      | Panama City    |
| CD Pan de Azúcar (en)  | Stade Javier Cruz                  | 2 500             | San Miguelito  |
| Deportivo Perú AFC     | Stade inconnu                      | Capacité inconnue | Ville inconnue |
| CD Plaza Amador        | Stade Revolución                   | 32 000            | Panama City    |
| Deportivo La Previsora | Stade Agustín Sánchez              | 3 040             | La Chorrera    |
| Unión                  | Stade inconnu                      | Capacité inconnue | San Miguelito  |
| Tauro FC               | Stade Revolución                   | 32 000            | Panama City    |

## Bilan du tournoi
| Tableau d'Honneur        |           |
| Compétition              | Vainqueur |
| Championnat ANAPROF 1989 | Tauro FC  |

| Qualifications continentales 1989-1990 |                                 |
| Coupe des champions de la CONCACAF     | Qualifiés                       |
| Premier tour de qualification          | Tauro FC Deportivo La Previsora |

| Promotions et relégations |                                        |
| Relégué en Primera A      | Aucun                                  |
| Promu de Primera A        | Independiente Santa Fe Panamá Viejo FC |